# Henrik VIII av England
Henrik VIII (engelska: Henry VIII), född 28 juni 1491 på Greenwich Palace, död 28 januari 1547 på Palace of Whitehall, var kung av England från 21 april 1509 till sin död.
Han var son till kung Henrik VII av England och dennes gemål drottning Elizabeth av York, yngre bror till kronprins Arthur (som dock avled 2 april 1502, 15 år gammal) samt far till efterträdarna Edvard VI, Maria I och Elisabet I. Han blev den andre engelske monarken av huset Tudor.
Henrik VIII är känd för att ha varit gift sex gånger och för att ha varit en brittisk monark med obegränsad makt. Betydelsefulla händelser under hans regeringstid var brytningen med den romersk-katolska kyrkan och den följande etableringen av den självständiga Engelska kyrkan, klosterupplösningen och förenandet av England och Wales till ett rike.
Flera viktiga lagar drevs igenom under hans tid vid makten. Detta inkluderade flera lagar som skilde den engelska kyrkan från den romersk-katolska och gjorde honom till överhuvud för kyrkan i England, liksom lagarna  Laws in Wales Acts (1535–1542), som förenade England och Wales till ett rike. Där fanns också Buggery Act 1533, som var den första lagen mot sodomi i England, samt Witchcraft Act (1542), en häxerilag, som med döden bestraffade ”åkallande eller frambesvärjande av onda andar”.
Henrik är känd för att ha varit en skicklig vadslagare och tärningsspelare. Han var i sin ungdom duktig i flera idrotter, särskilt real tennis.  Han var även en duktig musiker, författare och poet. Enligt en legend ska han ha skrivit den populära folksången Greensleeves och även Pastyme With Good Company. Han bidrog till uppförandet och förbättrandet av flera byggnader, däribland King's College Chapel vid universitetet i Cambridge, Christ Church College vid universitetet i Oxford, slottet vid Hampton Court, Nonsuch Palace i Surrey och kyrkan Westminster Abbey i London.

## Barndom och ungdomsår

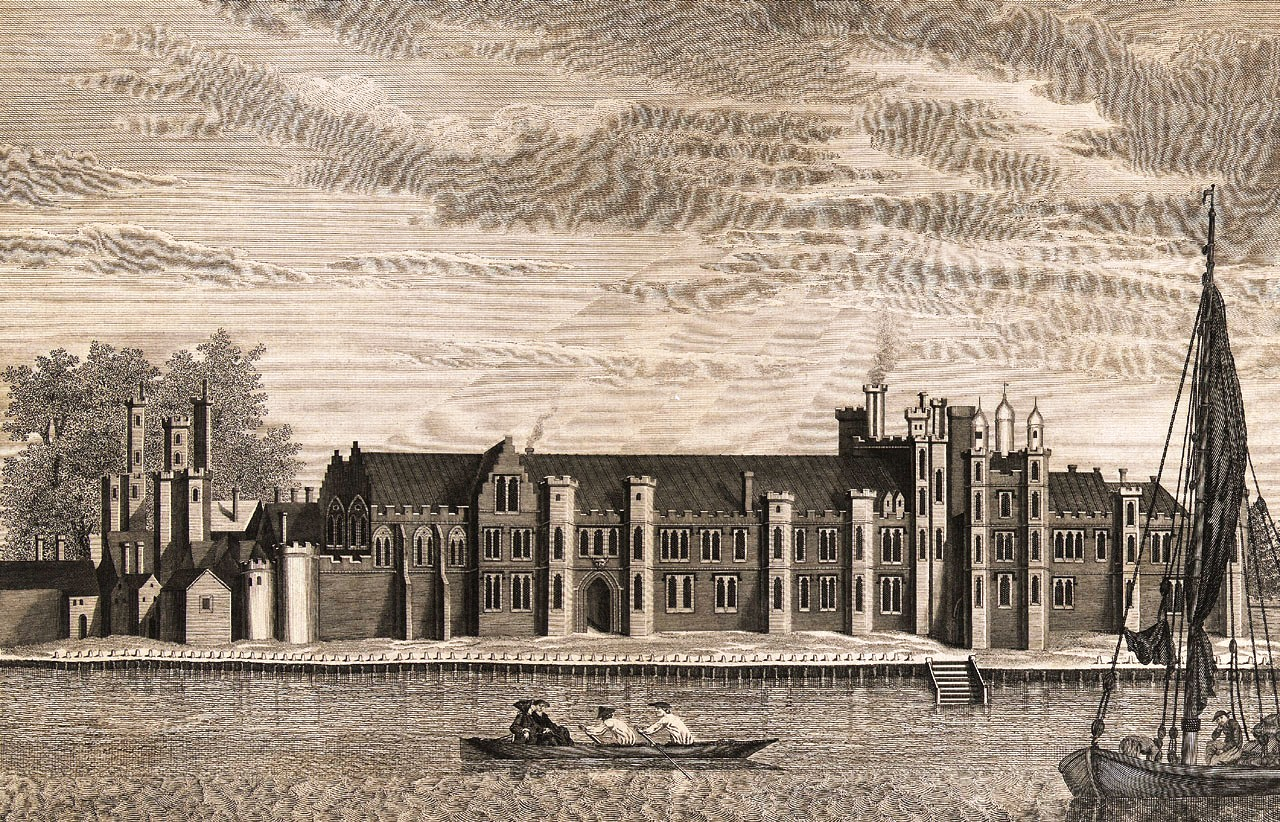
Henrik föddes på Palace of Placentia i Greenwich 1491.

Henrik föddes på Palace of Placentia i Greenwich som Henrik VII:s och Elizabeths av York tredje barn. Endast tre av Henriks sex syskon, Arthur, Margareta och Maria, överlevde spädbarnsåren. Hans far, som på långt håll härstammade från huset Lancaster, hade erövrat tronen genom att störta och döda Rikard III, den siste kungen av släkten Plantagenets andra gren, huset York, och sedan säkrat sin makt ytterligare genom att gifta sig med dennes brorsdotter, kung Edvard IV:s dotter Elizabeth. 1493 utsågs den unge Henrik till Constable of Dover Castle och Lord Warden of the Cinque ports. Året därpå blev han hertig av York och sedermera Earl Marshal över England och lordlöjtnant av Irland, trots att han fortfarande var ett barn. Den 17 maj 1495 blev han riddare av Strumpebandsorden.
1501 närvarade han vid sin äldre bror Arthurs bröllop med den spanska prinsessan Katarina av Aragonien. Paret var vid denna tidpunkt bara omkring femton och sexton år gamla. De skickades till Wales, vilket var brukligt för tronföljaren och hans maka, men Arthur drabbades av sjukdom och avled. Detta ledde till att den elvaårige hertig Henrik av York blev tronföljare. Kort därefter blev han den nye prinsen av Wales.
Henrik VII var fortfarande angelägen om att bibehålla den äktenskapliga alliansen mellan England och Spanien genom ett äktenskap mellan Henrik och Katarina. Eftersom det innebar att Henrik skulle gifta sig med sin brors änka, krävdes först dispens från påven. Katarina vidhöll att hennes första äktenskap inte hade fullbordats, och om detta stämde, behövdes inget påvligt tillstånd. Trots detta var både England och Spanien eniga om betydelsen av ett tillstånd från påven för att undanröja alla tvivel om äktenskapets giltighet. Eftersom brudens mor Isabella I av Kastilien var otålig gav påven sitt tillstånd i en bulla. Fjorton månader efter sin första makes död blev Katarina alltså trolovad med hans yngre bror. 1505 ledde bland annat Isabella av Kastiliens död, vilket innebar att Ferdinands internationella maktställning försvagades, till att Henrik VII förlorade intresset för en allians med Spanien, och den unge prinsen av Wales tvingades tillkännage att trolovningen hade skett utan hans medgivande.

## Tidig regeringstid
Henrik besteg tronen 1509 vid faderns död. Katarinas far, den aragoniske kung Ferdinand II, försökte att få kontrollen över England genom sin dotter och insisterade därför på att hon skulle gifta sig med den nye engelske kungen. Henrik gifte sig med Katarina av Aragonien omkring nio veckor efter sitt trontillträde  11 juni 1509 i Greenwich, trots att påven Julius II  och William Warham,  ärkebiskopen av Canterbury bekymrade sig över äktenskapets giltighet. De kröntes båda i Westminster Abbey 24 juni 1509. Henrik var då ”den vackraste suverän” som den venetianske ambassadören Agostino Giustiniani ”någonsin hade skådat”, 1,85 meter lång, bredaxlad, gyllene hår, muskulösa ben, 90 centimeter runt midjan och 110 centimeter runt bröstet. Drottning Katarinas första graviditet slutade i missfall 1510. Hon födde en son, Henrik, 1 januari 1511, men barnet levde bara till 22 februari.
Under två år efter Henriks trontillträde styrde Richard Fox, biskop av Winchester och Lord Privy Seal, och William Warham statsangelägenheterna. Från 1511 och framåt var makten i Thomas Wolseys händer. 1511 anslöt sig Henrik till den Katolska ligan, en grupp europeiska härskare som var emot den franske kungen Ludvig XII. Ligan omfattade Julius II, den tysk-romerske kejsaren Maximilian I och den spanske konungen Ferdinand II, med vilken Henrik även hade undertecknat Westminsterfördraget. Henrik anslöt sig personligen till den engelska armén och for över Engelska kanalen till Frankrike och deltog i belägringar och slag.
År 1514 lämnade dock Ferdinand alliansen och slöt fred med Frankrike. Irritationen gentemot Spaniens agerande ledde till diskussioner om skilsmässa från drottning Katarina. Efter Frans I:s  trontillträde blev England och Frankrike åter fiender och Henrik slöt en allians med Ferdinand. 1516 födde drottning Katarina en flicka Maria, vilket gav Henrik hopp om att han fortfarande kunde få manlig avkomma trots hustruns tidigare misslyckade graviditeter (ett dödfött barn, ett missfall och två kortlivade spädbarn).
Kung Ferdinand avled 1516 och efterträddes av sin dotterson (drottning Katarinas systerson) Karl V. I oktober 1518 hade Wolsey genomdrivit det påvligt styrda Londonfördraget som kom att bli en engelsk triumf över utländsk diplomati. Det placerade London i centrum för en ny europeisk allians med det skenbara målet att driva tillbaka moriska invasioner genom Spanien, vilket hade varit påvens ursprungliga mål. Det verkliga målet från Englands sida var dock att bilda en kil mellan de kontinentala stormakterna. 1519 avled även kejsar Maximilian, och Wolsey, som vid denna tid var kardinal, föreslog i hemlighet Henrik som kandidat till posten som ny tysk-romersk kejsare, trots att han offentligen stödde den franske kungen Frans I. Slutligen föll dock valet på Karl V.  Den följande rivaliteten mellan Frans och Karl innebar att Henrik kunde agera medlare dem emellan och därigenom hålla maktbalansen över Europa i sina händer. Både Frans och Karl försökte vinna Henriks gunst, den förre på ett spektakulärt sätt på Camp du Drap d'Or, och den senare mer högtidligt i Calais. 1521 började dock det engelska inflytandet i Europa att dala. Henrik ingick en allians med Karl V, och Frans I var snabbt besegrad. Karls tillit till Henrik minskade och så gjorde även Englands inflytande i Europa. Henriks intresse för europeiska affärer sträckte sig till en attack mot Martin Luthers tyska revolution. År 1521 sammanställde han sitt ”försvar för de sju sakramenten” Assertio Septem Sacramentorum, ett svar på Luthers kritik mot kyrkan, vilket gav honom titeln ”trons försvarare” (Defensor Fidei).

## Kungens stora angelägenhet
Henrik VIII:s trontillträde var det första fredliga England hade upplevt på många år, men den nya Tudordynastins legitimitet skulle komma att prövas. Det engelska folket verkade inte lita på kvinnliga härskare, och Henrik kände att bara en manlig arvtagare kunde säkra tronen. Även om drottning Katarina hade varit gravid åtminstone sju gånger (sista gången 1518), hade bara ett barn, prinsessan Maria, överlevt spädbarnsåren. Henrik hade tidigare nöjt sig med älskarinnor, däribland Mary Boleyn och Elizabeth Blount, med vilken han hade en illegitim son, Henry Fitzroy. 1526, när det stod klart att drottningen inte kunde få fler barn, började han att uppvakta Marys syster Anne. Även om det är nästan säkert att det var Henriks längtan efter en manlig arvinge som fick honom att skilja sig från Katarina, verkade han besatt av Anne, trots hennes alldagliga utseende och att hon inte hade någon erfarenhet av graviditet.
Henriks långa och ivriga försök att avsluta sitt äktenskap med drottning Katarina kom att kallas ”Kungens stora angelägenhet” (The King’s Great Matter). Kardinal Wolsey och William Warham började i tysthet utreda giltigheten i hennes äktenskap med Henrik. Drottning Katarina vittnade om att hennes äktenskap med Arthur, prins av Wales, aldrig hade fullbordats, och att det därför inte funnits några hinder för att hon senare gifte sig med Henrik. Utredningen kunde inte fortsätta och lades ned. Därefter kontaktade Henrik den heliga stolen. Han sände sin sekreterare William Knight till Rom för att plädera för att Julius II:s bulla anskaffades genom lurendrejeri, och därigenom var ogiltig. Dessutom efterfrågade han en dispens från påven Clemens VII som skulle tillåta honom att gifta sig med vilken kvinna som helst, även i första gradens släktskap; det behövdes för att han tidigare hade haft samlag med Anne Boleyns syster Mary. Knight upptäckte att påven Clemens VII praktiskt taget var kejsar Karl V:s fånge.
Då kardinal Wolsey fick reda på kungens belägenhet skickade han Stephen Gardiner och Edward Foxe till Rom. Påve Clemens VII invände till en början, kanske i rädsla för drottning Katarinas systerson Karl V. Foxe skickades tillbaka med en fullmakt att inleda proceduren, men restriktionerna i den gjorde den praktiskt taget meningslös. Gardiner strävade efter en “dekretfullmakt” som avgjorde lagpunkterna i förväg och bara lämnade faktafrågor att besluta om. Clemens VII övertalades att acceptera Gardiners förslag och tillät kardinal Wolsey och kardinal Lorenzo Campeggio att pröva fallen tillsammans. Dekretfullmakten utfärdades i hemlighet. Den skulle inte visas för någon och förbli i kardinal Campeggios ägo. Lagpunkterna var redan fastställda i fullmakten; påvebullan som hade tillåtit Henriks äktenskap med Katarina förklarades ogiltigt om de grunder som förklarades i den visade sig vara falska. Till exempel skulle bullan vara utan laga kraft om den falskt försäkrade att äktenskapet var absolut nödvändigt för att bibehålla den anglo-spanska alliansen.
Kardinal Campeggio anlände till England 1528. Processen avstannade dock då spanjorerna uppvisade ett andra dokument som påstods bevilja den nödvändiga dispensen. Det framhölls att några månader innan han hade givit påvlig dispens i en offentlig bulla, hade påve Julius i hemlighet givit detsamma i ett privat påvebrev som sänts till Spanien. Dekretfullmakten nämnde dock bara bullan, den auktoriserade inte kardinalerna Campeggio och Wolsey att avgöra giltigheten hos påvebrevet. Under tiden vädjade Katarina till sin systerson Karl V, som pressade påven att tillbakakalla kardinal Campeggio till Rom 1529.
| ”                                          | Om jag bara hade tjänat Gud lika troget som jag tjänade kungen, skulle han inte ha övergivit mig på min ålders höst. | „ |
| – Thomas Wolsey till sir William Kingston. | |   |

Djupt förbittrad på kardinal Wolsey för fördröjningen fråntog Henrik honom hans rikedomar och makt. Han åtalades för praemunire, att han underminerat kungens auktoritet genom att gå med på att företräda påven, men avled på väg mot rättegången. Med kardinal Wolsey föll andra mäktiga kyrkomän, och lekmän kunde utses till poster som lordkansler och Lord Privy Seal, vilket tidigare endast hade givits till prästerskapet.
Makten flyttades till Thomas More (den nye lordkanslern), Thomas Cranmer (ärkebiskopen av Canterbury) och Thomas Cromwell, 1:e earl av Essex. 25 januari 1533 deltog Cranmer i Henriks och Anne Boleyns bröllop, och i maj förklarade Cranmer Henriks äktenskap med Katarina ogiltigt, och kort därefter äktenskapet med Anne giltigt. Prinsessan Maria ansågs illegitim och ersattes som tronföljare av drottning Annes dotter prinsessan Elisabet. Katarina förlorade sin drottningtitel och blev änkeprinsessa av Wales, Maria var inte längre prinsessa utan bara ”lady”. Änkeprinsessan av Wales, före detta Drottning Katarina, dog 1536. Sir Thomas More accepterade att parlamentet kunde göra Anne till drottning, men vägrade att erkänna dess religiösa auktoritet. Han vidhöll att påven fortfarande var kyrkans överhuvud. Detta ledde till att han anklagades för högförräderi och halshöggs 1535. Den katolska kyrkan ansåg honom vara en martyr, och gjorde honom senare till helgon.

## Religiös omvälvning

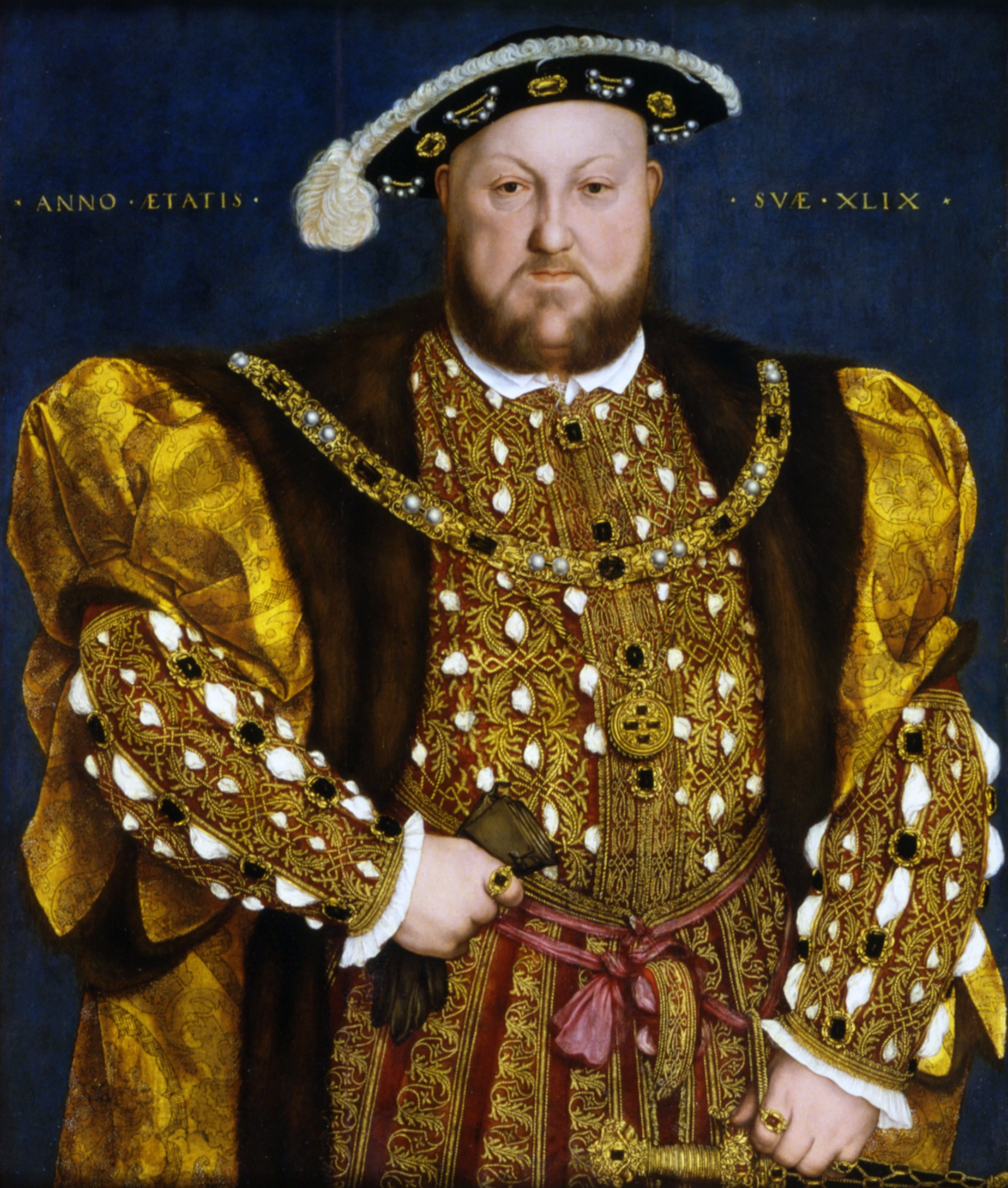
Kungen blev med tiden blev tämligen kraftig vilket framgår av detta porträtt av Hans Holbein den yngre från 1540.

Påven svarade på dessa händelser genom att bannlysa Henrik i juli 1533. Stort religiöst kaos följde. Flera lagar som beseglade brytningen med Rom drevs igenom av Thomas Cromwell under våren 1534. Statute in Restraint of Appeals förbjöd engelska kyrkliga domstolar att överklaga till påven. Den hindrade även kyrkan att bestämma något utan kungens medgivande. Ecclesiastical Appointments Act 1534 krävde att prästerskapet valde bland de biskopar som härskaren utnämnt. Suprematiakten från 1534 fastslog att kungen var ”det enda överhuvudet i världen för den Engelska kyrkan”. Treasons Act 1534 gjorde det till högförräderi, som bestraffades med döden, att inte erkänna kungen som kyrkans enda överhuvud. Påven fick inte längre inkomster som peterspenning, och Henrik VIII lade ned kloster genom klosterupplösningen och tog över en stor del av kyrkans egendom.
Parlamentet lagfäste äktenskapet mellan Henrik och Anne, och tillbakavisade påvens beslut, med 1534 års successionsakt. Katarinas dotter, lady Maria, förklarades som illegitim och Annes avkomma förklarades vara den nästa i successionsordningen. Alla vuxna tvingades att acceptera lagens villkor. Den som utgav eller tryckte en text som påstod att Henriks äktenskap med Anne var ogiltigt förklarades automatiskt skyldig till högförräderi och kunde bestraffas med döden. Motståndet mot Henriks religiösa föreskrifter kvästes fort. Flera munkar som protesterade torterades och avrättades. Cromwell, som fick posten som generalvikarie i kyrkliga frågor, gavs fullmakt att besöka kloster, skenbart för att försäkra att de följde de kungliga uppmaningarna, men i verkligheten för att få tillgång till deras rikedomar. 1536 tillkom en lag som tillät Henrik att beslagta mindre klosters egendomar (de som hade en inkomst på 200 pund eller mindre).
1536 började drottning Anne förlora Henriks gunst. Efter prinsessan Elisabets födelse hade Anne genomgått två graviditeter som slutat i antingen missfall eller dödfödda barn. Henrik hade haft flera älskarinnor, bland annat Anne Boleyns kusin Margaret Shelton, och han började nu fästa sin blick vid en annan dam vid drottningens hov, Jane Seymour, och lät till slut, kanske uppmuntrad av Thomas Cromwell, gripa Anne. Hon anklagades för att ha använt magi för att få honom att gifta sig med henne, haft utomäktenskapliga affärer med fem män, begått incest med sin bror samt skadat kungen och planerat att döda honom, vilket var förräderi. Anklagelserna var med största sannolikhet osanna. Rätten som prövade fallet hade Annes egen morbror Thomas Howard som domare. I maj 1536 dömdes Anne och hennes bror till döden, antingen genom att brännas på bål eller genom halshuggning, efter kungens eget avgörande. De män som drottningen påstods ha haft affärer med skulle bli släpade, hängda och styckade. Lord Rochford halshöggs så fort rättegången var över och de fyra andra anklagade fick sina domar omvandlade till enbart halshuggning. Anne halshöggs också kort därefter, den 19 maj 1536.

## Viktiga händelser

### En prins födelse
| ”                                                     | Vår käraste och mest oförbehållsamt älskade hustru drottningen, nu havande, för vilket vi frambär vårt ödmjukaste tack till Gud Allsmäktig. | „ |
| – Henrik VIII till hertigen av Norfolk sommaren 1537. | |   |

Den 19 maj 1536 avrättades Anne Boleyn och redan dagen därpå, den 20 maj, trolovade sig Henrik med Jane Seymour. Den 30 maj vigdes de efter dispens av Cranmer. Seymour och Henrik var sexmänningar. Andra successionsakten (1536) förklarade att Henriks barn med drottning Jane skulle vara de nästa i successionsordningen och förklarade både lady Maria och lady Elisabet illegitima och uteslöt dem. Kungen gavs makten att själv avgöra tronföljden i sitt testamente. Jane födde en son, prins Edvard, den 12 oktober 1537. Hon avled två veckor senare, den 24 oktober. Henrik betraktade henne som sin enda ”sanna” maka, eftersom hon var den enda som givit honom den manliga arvtagare som han så desperat längtat efter. När hon dog klargjorde Henrik VIII till en början att han aldrig mer skulle gifta sig.

### Pilgrimage of grace
Vid samma tid som bröllopet med Jane Seymour godkände Henrik Laws in Wales Act 1535, som lagligen annekterade Wales och enade England och Wales i en nation. Lagen gjorde att engelskan skulle användas i officiella sammanhang i Wales, vilket var besvärligt för de många som talade walesiska.
Henrik fortsatte sin förföljelse av sina religiösa motståndare. 1536 utbröt ett uppror känt som Pilgrimage of Grace i norra England. För att lugna de rebelliska katolikerna gick Henrik med på att låta parlamentet ta upp deras frågor. Han gick även med på att ge amnesti till alla inblandade. Han höll inget av löftena och ett nytt uppror bröt ut 1537. Det ledde till att upprorsledarna dömdes för högförräderi och avrättades. 1538 sanktionerade Henrik förstörelsen av helgedomar över romersk-katolska helgon. 1539 upplöstes Englands kvarvarande kloster och deras egendomar beslagtogs av Kronan. Som belöning för sin roll i detta blev Thomas Cromwell earl av Essex.. Abbotar och priorer förlorade sina platser i Överhuset; ärkebiskopar och biskopar kom att bli de enda kyrkliga representanterna där. Prästerskapets platser i Överhuset var nu för första gången färre än de sekuläras platser. Under samma år, 1538, var Henrik VIII nära att dö. De infekterade sår han hade på knäna blockerades och han fick en blodpropp, möjligtvis på grund av sin övervikt. Trots detta överlevde han.

## Senare år

### Anna av Kleve

Henrik visades denna bild av Anna av Kleve, porträtterad av Hans Holbein d.y

Henriks ende överlevande son, prins Edvard, hertig av Cornwall, var ett sjukligt barn. Henrik ville bland annat därför gifta sig igen för att försäkra sig om att en man skulle efterträda honom, men även på grund av att väldigt många anställda på hovet blev utan jobb utan en drottning, att man ville stifta nya europeiska diplomatiska allianser och att Henrik ville ha en medhjälpare och sängkamrat. Thomas Cromwell, 1:e earl av Essex, föreslog Anna, syster till protestanten hertigen av Kleve, som var en betydelsefull allierad om England skulle bli attackerad av romersk-katolikerna. Hans Holbein den yngre sändes till Kleve för att måla ett porträtt av Anna åt kungen. Efter att ha betraktat Holbeins smickrande porträtt och lyssnat på en berömmande beskrivning av Anna från sitt hovfolk, gick han med på att gifta sig med henne. Då hon anlände till England sägs Henrik ha tyckt att hon var väldigt oattraktiv, och efter deras möte skall han ha sagt till Cromwell att ”jag gillar henne inte”. Det har ryktats att han skulle ha kallat henne för ”den flamländska märren”, men troligtvis är det felaktigt. Det finns inga samtida belägg i det, utan nämns första gången i slutet av 1600-talet samt i Horace Walpoles bok Anecdotes of Painting in England från 1700-talet. Holbein hade på sitt porträtt helt utlämnat koppärr som hon hade i ansiktet. Trots detta gifte sig Henrik med den 24-åriga Anna av Kleve 6 januari 1540 i Greenwich. När Cromwell efter bröllopsnatten frågade hur det hade gått, skall Henrik ha svarat att ”jag gillade henne inte tidigare, men nu gillar jag henne mycket mindre”. Till Anthony Denny sade han att hon ”ej var som hon sagts utan hade bröst så slappa och andra delar av kroppen i ett sådant skick att han något ifrågasatte hennes jungfrudom”, och konstaterade att ”han skulle aldrig i hennes närvaro kunna eggas och styras att känna henne köttsligen”. Han var misstänksam mot hennes oskuld, enligt vad han sade till Thomas Heneage ”på grund av slappheten i brösten och andra tecken”, och att han därför inte ville göra ”det som en man bör göra med sin hustru”. Förmodligen var dessa anklagelser felaktiga och snarare ett led i kungens önskan att bli kvitt henne än fakta.
Inom sex månader därefter ville Henrik avsluta äktenskapet, inte bara på grund av sina personliga känslor, utan av politiska skäl. Hertigen av Kleve hade blivit inblandad i en konflikt med den tysk-romerske kejsaren, som Henrik inte ville stöta sig med. Drottning Anna var intelligent nog att inte hindra Henriks strävan efter annullering. Hon vittnade om att hennes äktenskap aldrig hade fullbordats. Henrik ska ha kommit in i hennes sovrum varje natt och bara givit henne en godnattpuss på pannan. Äktenskapet annullerades baserat på att Anna tidigare skulle haft ett kontrakt att gifta sig med en annan europeisk adelsman. Hon fick titeln ”Kungens syster” och Hever Castle, som tidigare tillhört Anne Boleyns familj. Thomas Cromwell, Earl av Essex förlorade kungens gunst för sin roll i att arrangera äktenskapet och halshöggs. Posten Vicegerent in Spirituals, som särskilt hade skapats för honom, fylldes inte och är fortfarande vakant.

### Katarina Howard
Samma dag som Cromwell avrättades – 28 juli 1540 – gifte sig Henrik med den unga Katarina Howard, Anne Boleyns kusin. Kort efter äktenskapets ingående ska drottning Katarina ha haft en affär med en hovman, Thomas Culpeper. Hon anställde Francis Dereham, som hon tidigare hade haft en affär med och informellt hade varit förlovad med, som sin sekreterare. Thomas Cranmer, som var starkt emot den mäktiga familjen Howard, lade fram bevis för kungen på Katarinas agerande. Även om Henrik till en början vägrade tro dessa anklagelser lät han Cranmer inleda en undersökning. Då drottningen tillfrågades kunde hon ha erkänt ett tidigare äktenskapskontrakt att gifta sig med Dereham, vilket bara hade lett till att hennes äktenskap med Henrik skulle ha varit ogiltigt, men istället menade hon att Dereham hade tvingat in henne i ett utomäktenskapligt förhållande. Dereham avslöjade under tiden drottning Katarinas förhållande med Thomas Culpeper. Culpeper och Dereham avrättades 1541 och Katarina dömdes inte genom en rättegång utan av en Act of Attainder som lagts fram av parlamentet. Stadgan fastslog bevisen mot drottningen och att Henrik skulle ha behövt lyssna på hela texten innan han kunde utfärda kunglig sanktion. Eftersom ”återupprepningen av en sådan plågsam historia och redogörelsen av ett sådant brott” i kungens närvaro “skulle kunna åter öppna ett sår som läkts i det kungliga bröstet” var en speciell klausul som skulle tillåta kommissionärerna att utfästa kunglig sanktion å kungens vägnar inskriven i stadgan. Detta sätt att utfästa kunglig sanktion hade aldrig tidigare använts, men det skulle senare komma att ersätta härskarens traditionella personliga närvaro i parlamentet. Katarinas äktenskap annullerades kort före hennes avrättning. Liksom med Anne Boleyn kunde hon då tekniskt sett inte varit skyldig till äktenskapsbrott, eftersom äktenskapet då hade varit ogiltigt från början. Men detta ignorerades åter och Katarina avrättades 13 februari 1542.
| ”                                                                                       | Inte så mycket val som nödtvång förmådde kungen att äkta en änka ungefär två månader efter detta. | „ |
| – Biskop Gilbert Burnet ur sin The History of the Reformation of the Church of England. |                                                                                                   |   |

### Katarina Parr
Henrik gifte sig med sin sista hustru, den rika 31-åriga änkan Katarina Parr, 1543. Hon grälade med Henrik om religion, eftersom hon var protestant och han fortfarande var katolik. Detta agerande ledde nästan till hennes undergång, men hon räddade sig genom att visa sig undergiven. Hon hjälpte Henrik att återförenas med sina båda döttrar Maria och Elisabet och 1544 återinsatte en lag dem i successionsordningen efter prins Edvard, hertig av Cornwall, även om de fortfarande ansågs illegitima. Samma lag tillät Henrik att avgöra resten av tronföljden i sitt testamente.

## Död och tronföljare

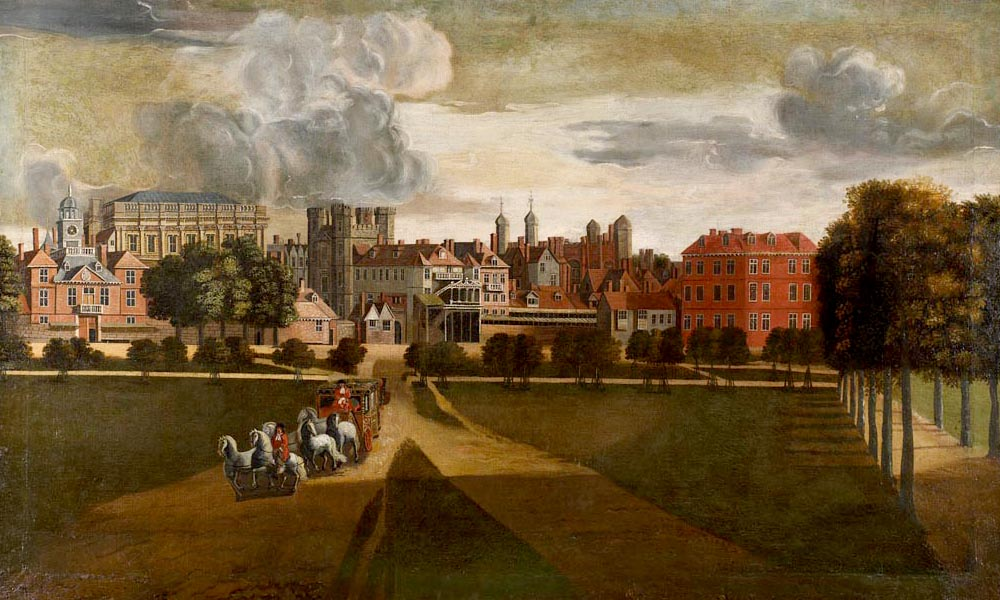
Henrik VIII avled på Whitehall Palace 1547.

Senare i livet blev Henrik gravt överviktig, med ett midjemått på 137 cm, och han kan ha lidit av gikt. Den välkända teorin att han led av syfilis lanserades ungefär hundra år efter hans död. Henrik gick upp i vikt efter en tornerspelsolycka 1536. Han led sedan 1538 av en lårskada som inte bara hindrade honom från att träna, utan som även gradvis blev sårig och som indirekt kan ha lett till hans död, som inträffade tidigt på morgonen den 28 januari 1547 på Whitehall Palace, vid femtiofem års ålder, efter en tids sjukdom som inledde den 10 december 1546. Om den sista sjukdomstiden finns det få källor kvar som berättar något om. Cranmer kom först till kungen när kungen inte längre kunde tala, och drottningen infann sig aldrig. Han avled på vad som skulle ha varit faderns nittioårsdag. Henrik VIII begravdes den 16 februari i St George's Chapel i Windsor Castle, bredvid makan Jane Seymour. Inom litet mer än ett årtionde efter hans död skulle alla tre av hans barn sitta på den engelska tronen.
Enligt 1544 års successionsakt ärvde Henriks ende överlevande son, Edvard, kronan och blev Edvard VI. Edvard var den förste protestantiske monark som styrde England. Då Edvard endast var nio år vid denna tid utövade han ingen faktisk makt. Henriks testamente utsåg sexton exekutorer som skulle utgöra ett råd tills Edvard nådde arton års ålder. De valde Edward Seymour, 1:e earl av Hertford och Jane Seymours äldre bror, att bli rikets lordprotektor. De krävde dock att Lord Hertford inte skulle agera utan det övriga rådets medgivande. Trots detta grep han makten med hjälp av Michael Stanhope och blev ensam förmyndare. Han störtades av John Dudley, 1:e hertig av Northumberland och avrättades för förräderi. Hertigen av Northumberland gjorde dock inte sig själv till lordprotektor utan fick Edvard att förklara sig myndig innan han blev arton år och därmed överträda Henrik VIII:s testamente.
Enligt successionsakten 1544 och Henriks testamente skulle Edvard (om han ej fick någon avkomma) efterträdas av Katarina av Aragoniens dotter, Maria. Om Maria inte fick några barn, skulle hon efterträdas av Henriks dotter med Anne Boleyn, Elisabet, slutligen, om inte hon fick några barn skulle hon efterträdas av Henrik VIII:s avlidna syster Marias ättlingar. Edvard VI och hans rådgivare hade dock andra planer. Då han låg på sin dödsbädd skapade Edvard ett testamente som motsade villkoren i Henrik VIII:s testamente. Systrarna Maria och Elisabet ströks från tronföljden då de ansågs illegitima. Frances Brandon, hertiginnan av Suffolk (dotter till Maria Tudor, hertiginna av Suffolk) åsidosattes eftersom Edvard var rädd att hennes make Henry Grey, 1:e hertig av Suffolk, själv skulle gripa kronan. Edvard beslutade därför att hertiginnan av Suffolks dotter, och svärdottern till den mäktige hertigen av Northumberland, Jane Grey skulle ärva tronen. Då Edvard avled 1553 utropades Lady Jane till drottning, men enligt lagen skulle hon inte ha ärvt kronan. En lag hade särskilt givit Henrik rätten att avgöra tronföljden i sitt testamente, men någon sådan lag hade inte utfärdats för Edvard, och hans testamente var inte gällande eftersom han var minderårig. På grund av detta avsatte och avrättade Maria Jane och tog över kronan.
Då Maria avled utan avkomma 1558, efterträddes hon av sin syster Elisabet. Elisabet I varken gifte sig eller utsåg någon arvinge, vilket ledde till en tronföljdskris. För att hindra skottarna gav Elisabet order om att Maria I av Skottland skulle avrättas, för att hindra henne att inta tronen. Enligt Henrik VIII:s testamente skulle hon efterträdas av en ättling till Henriks syster Maria Tudor, Anne Stanley. Elisabet efterträddes dock av Maria I av Skottlands son Jakob VI av Skottland. Han var redan en mäktig härskare i Skottland och Elisabets närmaste släkting. Han hävdade att hans släktskapsmässiga rätt var större än Lady Annes lagliga. Han var tillräckligt stark, och hans motståndare svag, så detta mötte litet motstånd. Jakob VI blev Jakob I, den förste kungen av Huset Stuart.

## Kulturarv
Under modern tid har Henrik VIII kommit att bli en av de mest populära och fascinerande historiska engelska kungarna. De dramatiska händelserna kring kungens äktenskap, reformationen och det ibland våldsamma befästandet av det kungliga enväldet har legat till grund för otaliga skildringar inom konst, litteratur och film. 2002 placerades Henrik på plats 40 i den BBC-sponsrade enkäten 100 Greatest Britons. William Shakespeares historiska pjäs Henrik VIII handlar om Henrik VIII. Det var den pjäsen som spelades 29 juni 1613 då Globe Theatre brann ned.
Det har gjorts många filmer om Henrik VIII och hans hov, exempelvis Kvinnorna kring kungen (1933), med Charles Laughton i huvudrollen, vars skådespel av honom gav en Oscar för bästa manliga huvudroll och Henrik VIII och hans sex hustrur (1972), med Keith Michell. Richard Burton och Genevieve Bujold oscarnominerades som bästa manliga respektive kvinnliga huvudroll för sina roller som Henrik VIII och Anne Boleyn i Tusen dagarnas drottning (1969). Henrik, spelad av Robert Shaw, förekommer även som en av huvudpersonerna i den flerfaldigt Oscarsbelönade filmen om Thomas More, En man för alla tider (1966), baserad på Robert Bolts pjäs med samma namn. I miniserien Henry VIII (2003) spelar Ray Winstone titelrollen samt Helena Bonham Carter, Emilia Fox och Emily Blunt tre av hans fruar. I TV-serien The Tudors (2007), som handlar om Henrik VIII:s liv, spelas kungen av Jonathan Rhys Meyers.
Henrik (Henry) var med all säkerhet inspirationskällan till titeln på den populära sången I'm Henery the Eighth, I Am (1911), inspelad av Harry Champion och senare av Herman's Hermits; sången handlar dock om en man vid namn Henry vars fru varit gift med sju andra män, alla vid namn Henry. I ett avsnitt av den amerikanska 1960-talssituationskomedin Bewitched fick Samantha Stevens försöka komma undan Henriks försök att göra henne till sin nästa hustru. Sid James spelade Henrik i filmen Kom igen Henry (1970), som visade Henrik med två fiktiva kvinnor ”Marie av Normandie” och ”Bettina”, en älskarinna. 1973 släppte Rick Wakeman ett konceptalbum, The Six Wives of Henry VIII, hans första soloalbum efter att ha slutat i bandet Yes. Henriks liv var ämnet i ett avsnitt av TV-serien Simpsons 2004, där Homer Simpson spelade kungen.
Henrik var musikalisk; han kunde spela många instrument och var begåvad som kompositör. Över 30 sånger och instrumentalstycken skall han ha komponerat eller arrangerat, såsom Pastyme With Good Company, It is to me a right great Joy, The time of youth, O my heart, Green groweth the holly och Lusty Youth.

## Politik

### Styre och ekonomi
Henrik VIII började sitt styre med stor hjälp av många rådgivare och slutade med total kontroll. Från 1514 till 1529 fungerade Thomas Wolsey som lordkansler och styrde praktiskt taget all inhemsk och utrikisk politik. Han centraliserade regeringen och utökade Stjärnkammarens jurisdiktion.
Henriks finansiella politik var nära nog en katastrof. Även om han ärvde en blomstrande ekonomi av sin far Henrik VII, som till skillnad från Henrik VIII hade varit sparsam och försiktig med pengarna, och som förstärktes genom övertagning av kyrkans område, skadade Henriks stora utgifter, som bland annat gick till att underhålla hovet, hushållet och de byggnadsprojekt han beställde på de hovliga palatsen, och höga skatter, ekonomin. Tudormonarkerna var tvungna att betala styrkostnaderna själva. Inkomsten kom från kronans marker och olika plikter och skatter. Den ärvda ekonomin beräknades till £1 250 000, vilket skulle motsvara omkring £375 miljoner idag. Henrik VII hade inte involverat parlamentet i sina affärer speciellt mycket, men Henrik VIII var tvungen att vända sig till parlamentet för att få pengar, framförallt för att ha råd att dra ut i krig. Upplösningen av klostren gav också en del pengar, och kronan tog över klostermark värd £120 000 (omkring £36 miljoner) varje år.

### Royal Navy

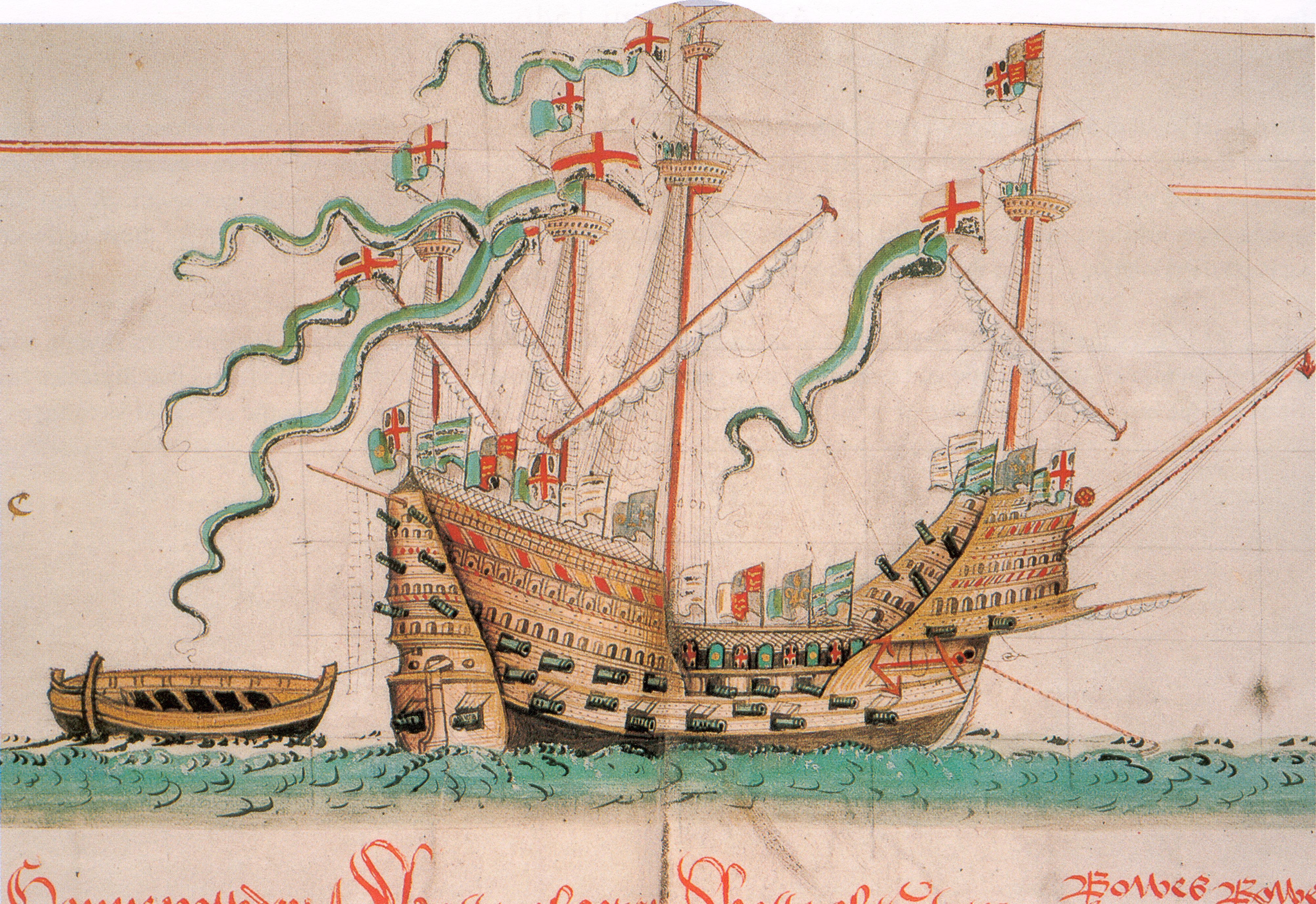
Mary Rose i Anthonyrullen.

Tillsammans med Alfred den store och Karl II ses Henrik ofta som en av den brittiska flottans grundare. Hans styre inkluderade viss sjökrigföring, samt i en större omfattning, stora kungliga investeringar i skeppsbyggnad (med några få spektakulära stora skepp som Mary Rose), skeppsvarv och marina innovationer. Han utökade den dittills obetydliga engelska krigsflottan till 53 skepp med 5 136 matroser, 1 885 soldater, 759 artillerister, 235 brons- och 2 752 järnkanoner. Han var den förste kristne monark som utbildade en särskild kår av sjöofficerare. Den engelska flottan avstod från att framdriva sina fartyg med den föråldrade metoden med roddare och förlitade sig på sin skicklighet i konsten att begagna segel.
De skepp Henrik lät bygga kom att utgöra grunden till det som skulle bli den engelska flottan, vars organisation dock inte byggdes ut förrän senare. Elisabet I var fortfarande tvungen att värva en serie privatägda skepp för att slå bort den spanska armadan som bestod av omkring 130 krigsskepp och konverterade handelsskepp. Henriks styre markerade födseln av den engelska marina makten och var en nyckelfaktor i Englands senare besegrande av den spanska armadan.
Henriks brytning med Rom drog med sig ett hot av en storskalig fransk eller spansk invasion. För att skydda sig mot detta förstärkte han det existerande kustförsvarsfästningarna som Dover Castle. Han byggde även en rad nya, stora, befästa och förlagda kanonbatterier, längs Storbritanniens syd- och östkuster från East Anglia till Cornwall, som till stor del byggdes på material som man fick från nedläggningarna av kloster.

## Anfäder
|             |  |  |  |  |  |  |  |                   |  |  |  |  |  |  |  |                     |  |  |  |  |  |  |  | Owen Tudor                        |
|             |  |  |  |  |  |  |  |                   |  |  |  |  |  |  |  |                     |  |  |  |  |  |  |  |                                   |
|             |  |  |  |  |  |  |  |                   |  |  |  |  |  |  |  | Edmund Tudor        |  |  |  |  |  |  |  |                                   |
|             |  |  |  |  |  |  |  |                   |  |  |  |  |  |  |  |                     |  |  |  |  |  |  |  |                                   |
|             |  |  |  |  |  |  |  |                   |  |  |  |  |  |  |  |                     |  |  |  |  |  |  |  | Katarina av Valois                |
|             |  |  |  |  |  |  |  |                   |  |  |  |  |  |  |  |                     |  |  |  |  |  |  |  |                                   |
|             |  |  |  |  |  |  |  | Henrik VII        |  |  |  |  |  |  |  |                     |  |  |  |  |  |  |  |                                   |
|             |  |  |  |  |  |  |  |                   |  |  |  |  |  |  |  |                     |  |  |  |  |  |  |  |                                   |
|             |  |  |  |  |  |  |  |                   |  |  |  |  |  |  |  |                     |  |  |  |  |  |  |  | John Beaufort, hertig av Somerset |
|             |  |  |  |  |  |  |  |                   |  |  |  |  |  |  |  |                     |  |  |  |  |  |  |  |                                   |
|             |  |  |  |  |  |  |  |                   |  |  |  |  |  |  |  | Margareta Beaufort  |  |  |  |  |  |  |  |                                   |
|             |  |  |  |  |  |  |  |                   |  |  |  |  |  |  |  |                     |  |  |  |  |  |  |  |                                   |
|             |  |  |  |  |  |  |  |                   |  |  |  |  |  |  |  |                     |  |  |  |  |  |  |  | Margaret Beauchamp av Bletso      |
|             |  |  |  |  |  |  |  |                   |  |  |  |  |  |  |  |                     |  |  |  |  |  |  |  |                                   |
| Henrik VIII |  |  |  |  |  |  |  |                   |  |  |  |  |  |  |  |                     |  |  |  |  |  |  |  |                                   |
|             |  |  |  |  |  |  |  |                   |  |  |  |  |  |  |  |                     |  |  |  |  |  |  |  | Rikard av York                    |
|             |  |  |  |  |  |  |  |                   |  |  |  |  |  |  |  |                     |  |  |  |  |  |  |  |                                   |
|             |  |  |  |  |  |  |  |                   |  |  |  |  |  |  |  | Edvard IV           |  |  |  |  |  |  |  |                                   |
|             |  |  |  |  |  |  |  |                   |  |  |  |  |  |  |  |                     |  |  |  |  |  |  |  |                                   |
|             |  |  |  |  |  |  |  |                   |  |  |  |  |  |  |  |                     |  |  |  |  |  |  |  | Cecily Neville                    |
|             |  |  |  |  |  |  |  |                   |  |  |  |  |  |  |  |                     |  |  |  |  |  |  |  |                                   |
|             |  |  |  |  |  |  |  | Elizabeth av York |  |  |  |  |  |  |  |                     |  |  |  |  |  |  |  |                                   |
|             |  |  |  |  |  |  |  |                   |  |  |  |  |  |  |  |                     |  |  |  |  |  |  |  |                                   |
|             |  |  |  |  |  |  |  |                   |  |  |  |  |  |  |  |                     |  |  |  |  |  |  |  | Rikard Woodville                  |
|             |  |  |  |  |  |  |  |                   |  |  |  |  |  |  |  |                     |  |  |  |  |  |  |  |                                   |
|             |  |  |  |  |  |  |  |                   |  |  |  |  |  |  |  | Elizabeth Woodville |  |  |  |  |  |  |  |                                   |
|             |  |  |  |  |  |  |  |                   |  |  |  |  |  |  |  |                     |  |  |  |  |  |  |  |                                   |
|             |  |  |  |  |  |  |  |                   |  |  |  |  |  |  |  |                     |  |  |  |  |  |  |  | Jacquetta av Luxemburg            |
|             |  |  |  |  |  |  |  |                   |  |  |  |  |  |  |  |                     |  |  |  |  |  |  |  |                                   |

## Relationer och barn
- Med Katarina av Aragonien (född 16 december 1485, gift 11 juni 1509, annullerat 1533; hon avled 6 januari 1536)
  - Dotter, missfall (född 31 januari 1510, död 31 januari 1510[148])
  - Henrik, hertig av Cornwall (född 1 januari 1511, död 22 februari 1511[148])
  - Namnlös son (född 17 september 1513, död september 1513[148])
  - Henrik, hertig av Cornwall (född november 1514, död november 1514[148])
  - Maria I (född 18 februari 1516, död 13 september 1558)
  - Missfall (1517[149])
  - namnlöst barn (född 10 november 1518, död 10 november 1518[148])
- Med Anne Boleyn (gift 25 januari 1533, annullerat 1536; hon avrättades 19 maj 1536)
  - Elisabet I (född 7 september 1533, död 24 mars 1603)
  - Henry Tudor? (född 1534, död 1534; Historiker är osäkra om detta barn dog kort efter födelsen eller om det var ett missfall. Historien tystades ned och det är inte ens säkert vilket kön barnet hade.)
  - Namnlös son (född 29 januari 1536, död 29 januari 1536)
- Med Jane Seymour (gift 20 maj 1536; hon avled 25 oktober 1537)
  - Edvard VI (född 12 oktober 1537, död 6 juli 1553)

- Med Elizabeth Blount
  - Henry Fitzroy, hertig av Richmond och Somerset (född 15 juni 1519, död 18 juni 1536; illegitim)
- Med Mary Berkeley
  - John Perrot (född ca 1527, död september 1592; påstått illegitim)

Av Henrik VIII:s påstått illegitima barn är det bara hertigen av Richmond och Somerset som formellt erkändes av kungen. Faderskapet för de övriga påstådda illegitima barnen är inte fastställt. Det kan även ha funnits fler illegitima barn som fötts efter kortvariga relationer med älskarinnor vi inte längre känner till något om.

## Släktskapet mellan Henrik VIII av England och hans sex fruar
| Släktskap             | Henrik VIII       | Katarina av Aragonien | Anne Boleyn    | Jane Seymour   | Anna av Kleve  | Katarina Howard | Katarina Parr     |
| --------------------- | ----------------- | --------------------- | -------------- | -------------- | -------------- | --------------- | ----------------- |
| Henrik VIII           | –                 | halvfyrmänning 1B     | sexmänning 1B  | sexmänning     | sexmänning     | sexmänning 1B   | fyrmänning 1B     |
| Katarina av Aragonien | halvfyrmänning 1B | –                     | sjumänning 1B  | femmänning 3B  | sexmänning 1B  | sjumänning 1B   | halvfyrmänning 2B |
| Anne Boleyn           | sexmänning 1B     | sjumänning 1B         | –              | halvtremänning | niomänning 1B  | kusin           | femmänning 1B     |
| Jane Seymour          | sexmänning        | femmänning 3B         | halvtremänning | –              | åttamänning 1B | halvtremänning  | sexmänning 1B     |
| Anna av Kleve         | sexmänning        | sexmänning 1B         | niomänning 1B  | åttamänning 1B | –              | niomänning 1B   | åttamänning       |
| Katarina Howard       | sexmänning 1B     | sjumänning 1B         | kusin          | halvtremänning | niomänning 1B  | –               | sjumänning        |
| Katarina Parr         | fyrmänning 1B     | halvfyrmänning 2B     | femmänning 1B  | sexmänning 1B  | åttamänning    | sjumänning      | –                 |

Nyckel: #B = # släktlinjer borttagna.